# Veenmeer
Het Veenmeer is een plas nabij Tynaarlo. Het meer is geschikt voor zowel hobby- als professionele duikers. In het meer bevinden zich verschillende objecten waaronder oefenplatforms. Hierdoor wordt het meer vaak gebruikt voor duikopleidingen. Tevens ligt er in de plas een wrak van een sloep dat door lokale duikers het Juweeltje wordt genoemd. Overige objecten zijn een autowrak, een caravan en zogenaamde reefballs.
Er zijn meerdere instapplaatsen rond de plas. Voor de campinggasten is er een recreatiestrandje aangelegd.
Het is 17 meter diep en het zicht kan variëren van goed tot slecht.
Het meertje is eigendom van de camping het Veenmeer en er dient entree te worden betaald. De voormalige zandafgraving stond tot in de jaren 1980 bekend als het Bouwmans gat.